# Acorn Automobile Company
Acorn Automobile Company war ein US-amerikanischer Hersteller von Nutzfahrzeugen und Automobilen.

## Unternehmensgeschichte
Das Unternehmen aus Cincinnati in Ohio stellte zwischen 1910 und 1912 hauptsächlich Nutzfahrzeuge her. Dazu entstanden einige Personenkraftwagen nach Kundenaufträgen. Der Markenname lautete Acorn.
Es ist keine Verbindung zum Nutzfahrzeughersteller Acorn Motor Truck Company in Chicago (Illinois) bekannt, der von 1925 bis 1931 ebenfalls Transporter und Lastkraftwagen der Marke Acorn herstellte.

## Fahrzeuge
Der 18/20 HP war ein geschlossener Lieferwagen mit rund 450 kg Nutzlast. Er hatte einen vorn quer eingebauten Zweizylinder-Boxermotor mit einer Leistung von 18 PS nach unbekannter Messmethode; üblicherweise wurde sie nach der A.L.A.M.-Formel bei bekannter Zylinderbohrung errechnet. Die Kraftübertragung erfolgte über ein als Roller-Friction bezeichnetes Dreiganggetriebe und zwei Antriebsketten auf die Hinterräder. Friktionsgetriebe sind normalerweise stufenlos.
Die wenigen Pkw waren Runabout oder Tourenwagen, also offene Fahrzeuge.